# 명호진
명호진(明好鎭 1931 ~ 2006)은 대한민국의 의학자이자 의사이다. 신경정신과의학을 개척한 아버지 명주완의 뒤를 이어 신경학을 연구하는데 기여하였다.

## 같이 보기
- 명주완